# Rochester, Illinois
Rochester är en ort i Sangamon County i delstaten Illinois, USA.